# Rockford Fosgate
Rockford Fosgate är ett amerikanskt billjudsföretag som grundades 1973 av Jim Fosgate, med säte i Tempe, Arizona. Företagets slogan lyder "Car audio for fanatics".